# Circonscription électorale de Fukushima
La circonscription électorale de Fukushima (福島県選挙区, Fukushima-ken senkyo-ku) est une subdivision électorale de la Chambre des conseillers du Japon, représentant la préfecture de Fukushima. Deux conseillers y sont élus au scrutin uninominal majoritaire à un tour.

## Conseillers
| Série 1                           | Série 1                           | Série 1                         | Série 1                         | Élection                              | Série 2                          | Série 2                          | Série 2                         | Série 2                         |
| 1er (1947 : 1er, mandat de 6 ans) | 1er (1947 : 1er, mandat de 6 ans) | 2e (1947 : 2e, mandat de 6 ans) | 2e (1947 : 2e, mandat de 6 ans) | Élection                              | 1er (1947 : 3e, mandat de 3 ans) | 1er (1947 : 3e, mandat de 3 ans) | 2e (1947 : 4e, mandat de 3 ans) | 2e (1947 : 4e, mandat de 3 ans) |
| --------------------------------- | --------------------------------- | ------------------------------- | ------------------------------- | ------------------------------------- | -------------------------------- | -------------------------------- | ------------------------------- | ------------------------------- |
|                                   | Tsuneo Matsudaira (Ind.)          |                                 | Kentarō Yui (ja) (Ind.)         | 1947                                  |                                  | Man'uemon Hashimoto (ja) (PD)    |                                 | Toshikatsu Tanaka (ja) (PSJ)    |
|                                   | Kan'ichirō Ishihara (ja) (PDL)    | 1949,                           | Kentarō Yui (ja) (Ind.)         |                                       |                                  | Man'uemon Hashimoto (ja) (PD)    |                                 | Toshikatsu Tanaka (ja) (PSJ)    |
| 1950                              | Kan'ichirō Ishihara (ja) (PDL)    |                                 | Kentarō Yui (ja) (Ind.)         | Man'uemon Hashimoto (PL)              |                                  | Morie Kimura (ja) (PL)           |                                 |                                 |
| ,1951                             | Kan'ichirō Ishihara (ja) (PDL)    | Isao Matsudaira (ja) (PL)       | Kentarō Yui (ja) (Ind.)         |                                       |                                  | Morie Kimura (ja) (PL)           |                                 |                                 |
|                                   | Kan'ichirō Ishihara (PL)          | Isao Matsudaira (ja) (PL)       |                                 | Kanemitsu Tabata (ja) (PSJ de droite) | 1953                             | Morie Kimura (ja) (PL)           |                                 |                                 |
| 1956                              | Kan'ichirō Ishihara (PL)          |                                 | Ichiji Ōkawara (ja) (PSJ)       | Kanemitsu Tabata (ja) (PSJ de droite) |                                  | Isao Matsudaira (PLD)            |                                 |                                 |
|                                   | Kan'ichirō Ishihara (PLD)         |                                 | Ichiji Ōkawara (ja) (PSJ)       | Kanemitsu Tabata (PSJ)                | 1959                             | Isao Matsudaira (PLD)            |                                 |                                 |
| 1962                              | Kan'ichirō Ishihara (PLD)         |                                 | Isao Matsudaira (PLD)           | Kanemitsu Tabata (PSJ)                |                                  | Ichiji Ōkawara (PSJ)             |                                 |                                 |
| Hidezō Murata (ja) (PSJ)          | Kan'ichirō Ishihara (PLD)         | 1965                            | Isao Matsudaira (PLD)           |                                       |                                  | Ichiji Ōkawara (PSJ)             |                                 |                                 |
| Hidezō Murata (ja) (PSJ)          | Kan'ichirō Ishihara (PLD)         | 1968                            | Seigo Suzuki (ja) (PLD)         |                                       | Isao Matsudaira (PLD)            |                                  |                                 |                                 |
|                                   | Hidezō Murata (PSJ)               |                                 | Seigo Suzuki (ja) (PLD)         | Shirō Tanabe (ja) (PLD)               | Isao Matsudaira (PLD)            | 1971                             |                                 |                                 |
| 1974                              | Hidezō Murata (PSJ)               |                                 | Tadao Noguchi (ja) (PSJ)        | Shirō Tanabe (ja) (PLD)               | Seigo Suzuki (PLD)               |                                  |                                 |                                 |
| Shōichi Suzuki (ja) (PLD)         | Hidezō Murata (PSJ)               | 1977                            | Tadao Noguchi (ja) (PSJ)        |                                       | Seigo Suzuki (PLD)               |                                  |                                 |                                 |
| Shōichi Suzuki (ja) (PLD)         | Hidezō Murata (PSJ)               | 1980                            | Tadashi Yaoita (ja) (PSJ)       |                                       | Seigo Suzuki (PLD)               |                                  |                                 |                                 |
|                                   | Eisaku Satō (ja) (PLD)            |                                 | Tadashi Yaoita (ja) (PSJ)       | Hidezō Murata (PSJ)                   | Seigo Suzuki (PLD)               | 1983                             |                                 |                                 |
|                                   | Eisaku Satō (ja) (PLD)            | Masutarō Soeta (ja) (PLD)       | Tadashi Yaoita (ja) (PSJ)       | 1985,                                 | Seigo Suzuki (PLD)               |                                  |                                 |                                 |
| 1986                              | Eisaku Satō (ja) (PLD)            | Masutarō Soeta (ja) (PLD)       |                                 | Seigo Suzuki (PLD)                    |                                  | Tadashi Yaoita (PSJ)             |                                 |                                 |
| Kentarō Ishihara (ja) (PLD)       | 1988,                             | Masutarō Soeta (ja) (PLD)       |                                 | Seigo Suzuki (PLD)                    |                                  | Tadashi Yaoita (PSJ)             |                                 |                                 |
|                                   | Chōei Aita (ja) (PSJ)             | Kentarō Ishihara (PLD)          | 1989                            | Seigo Suzuki (PLD)                    |                                  | Tadashi Yaoita (PSJ)             |                                 |                                 |
| 1992                              | Chōei Aita (ja) (PSJ)             | Kentarō Ishihara (PLD)          |                                 | Seigo Suzuki (PLD)                    | Shizuo Satō (ja) (PLD)           |                                  |                                 |                                 |
| Toyoaki Ōta (ja) (PLD)            | Chōei Aita (ja) (PSJ)             | 1993,                           |                                 | Seigo Suzuki (PLD)                    | Shizuo Satō (ja) (PLD)           |                                  |                                 |                                 |
|                                   | Toyoaki Ōta (PLD)                 |                                 | Hiroko Wada (ja) (Shinshintō)   | Seigo Suzuki (PLD)                    | Shizuo Satō (ja) (PLD)           | 1995                             |                                 |                                 |
| 1998                              | Toyoaki Ōta (PLD)                 |                                 | Hiroko Wada (ja) (Shinshintō)   | Yūhei Satō (Ind.)                     | Mitsuhide Iwaki (PLD)            |                                  |                                 |                                 |
|                                   | Toyoaki Ōta (PLD)                 | Hiroko Wada (PDJ)               | 2001                            | Yūhei Satō (Ind.)                     | Mitsuhide Iwaki (PLD)            |                                  |                                 |                                 |
| 2004                              | Toyoaki Ōta (PLD)                 | Hiroko Wada (PDJ)               |                                 | Yūhei Satō (PDJ)                      | Mitsuhide Iwaki (PLD)            |                                  |                                 |                                 |
| ,2007                             | Toyoaki Ōta (PLD)                 | Hiroko Wada (PDJ)               | Teruhiko Mashiko (ja) (PDJ)     |                                       | Mitsuhide Iwaki (PLD)            |                                  |                                 |                                 |
|                                   | Emi Kaneko (PDJ)                  |                                 | Teruhiko Mashiko (ja) (PDJ)     | Masako Mori (PLD)                     | Mitsuhide Iwaki (PLD)            | 2007                             |                                 |                                 |
| 2010                              | Emi Kaneko (PDJ)                  |                                 | Teruhiko Mashiko (ja) (PDJ)     | Masako Mori (PLD)                     | Mitsuhide Iwaki (PLD)            |                                  |                                 |                                 |
|                                   | Masako Mori (PLD)                 | –                               | –                               | 2013                                  | Mitsuhide Iwaki (PLD)            |                                  |                                 |                                 |
| 2016                              | Masako Mori (PLD)                 | –                               | –                               |                                       | Teruhiko Mashiko (PDP)           | –                                | –                               |                                 |
| 2019                              | Masako Mori (PLD)                 | –                               | –                               |                                       | Teruhiko Mashiko (PDP)           | –                                | –                               |                                 |
| 2022                              | Masako Mori (PLD)                 | –                               | –                               |                                       | Hokuto Hoshi (ja) (PLD)          | –                                | –                               |                                 |
| 2025                              | Masako Mori (PLD)                 | –                               | –                               |                                       | Hokuto Hoshi (ja) (PLD)          | –                                | –                               |                                 |